# Crucero HMS Doris (1896)
El HMS Doris fue un crucero clase Eclipse construido para la Marina Real Británica a mediados de la década de 1890. Fue uno de los nueve cruceros protegidos de este tipo, todos ellos botados entre 1896 y 1899.

## Presupuesto
La clase Eclipse fue la sucesora directa de la clase Astraea. a la que superaban en tamaño y desplazamiento, y recibían un blindaje más fuerte y una velocidad similar a sus predecesores.
El HMS Doris tenía un desplazamiento de 5690 toneladas (5600,1 LT), una eslora total de 113,7 m, una manga de 16.3 m y un calado de 6.25 m. El buque estaba propulsado por dos máquinas de vapor de triple expansión vertical de tres cilindros, alimentadas por ocho calderas de carbón que accionaban un par de hélices. Los motores alcanzaban los 8.000 caballos de potencia, proporcionando una velocidad máxima de 18,5 nudos.

## Historial de servicio

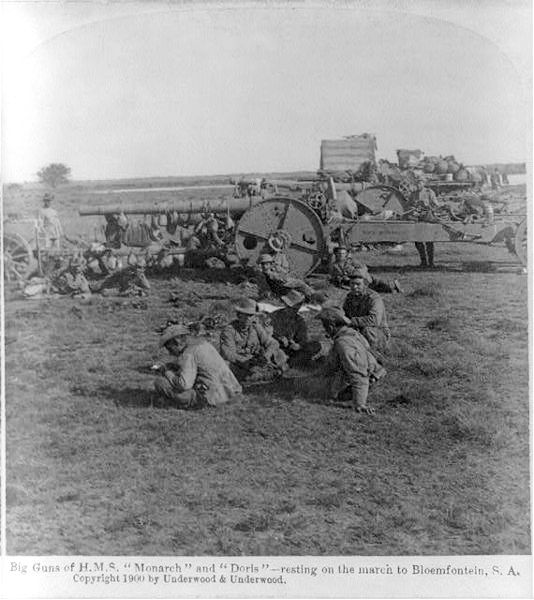
Una de las armas de Doris en marcha hacia Bloemfontein

Fue el buque insignia del vicealmirante Sir Robert Harris cuando era comandante en jefe de la estación de Cabo de Buena Esperanza, en Sudáfrica, entre 1898 y 1900. En 1899, al menos uno de los cañones QF 4,7 pulgadas (119,4 mm) se montó en un carro de campaña improvisado y se utilizó en la Segunda Guerra de los Bóers. El arma utilizada en Magersfontein era conocida como Joe Chamberlain .

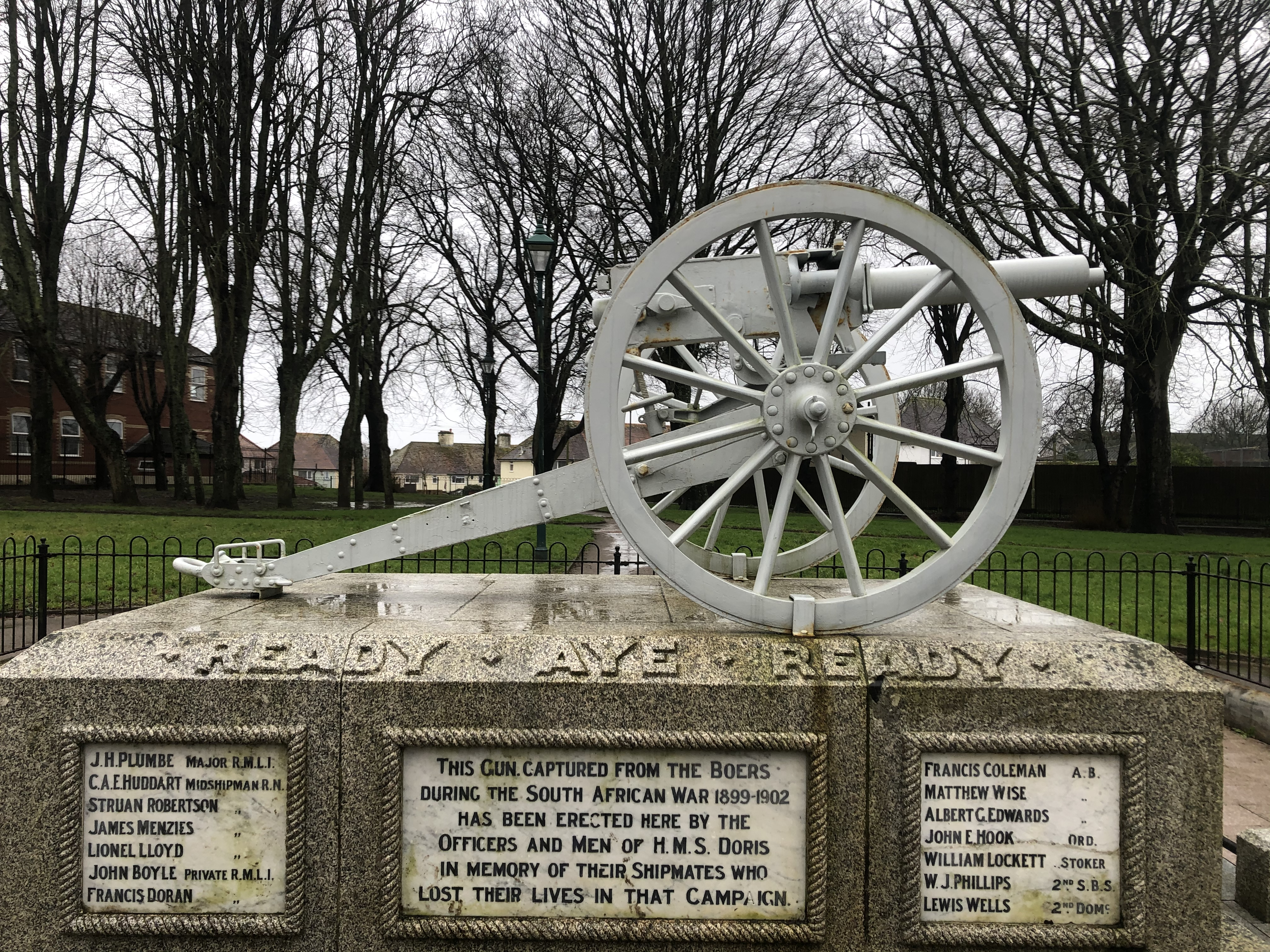
Un cañón capturado erigido como monumento de guerra en honor a los oficiales y hombres del HMS Doris que perdieron la vida durante la Guerra de Sudáfrica de 1899 a 1902.

Partió de Devonport en mayo de 1901, cuando, para honrar a su tripulación, los hombres de los otros barcos en el puerto se alinearon espontáneamente y saludaron.
Después de una reparación, el 4 de junio de 1902 fue puesta en servicio en el Escuadrón del Canal con la tripulación del HMS Arrogant. Participó en la revisión de la flota celebrada en Spithead el 16 de agosto de 1902 para la coronación del rey Eduardo VII, y visitó la bahía de Souda, Creta, para maniobras combinadas con otros barcos de los escuadrones del Canal. En octubre visitó Tetuán. Y En abril de 1911 estuvo destinado en la Flota del Atlántico en Gibraltar.

### Primera Guerra Mundial
Cuando comenzó la Primera Guerra Mundial en agosto de 1914, Doris servía en el 11.º Escuadrón de Cruceros de la Flota Nacional, y su capitán era Frank Larken El 5 de agosto, Doris capturó un barco mercante alemán.
En noviembre de 1914, Doris estaba navegando por la costa oeste de Irlanda. El 7 de ese mes recibió la orden de dirigirse a Alejandría para formar parte de la fuerza aliada que se oponía a Turquía. Se le ordenó patrullar la costa siria, vigilando la presencia de barcos enemigos e instalaciones costeras, "ejerciendo presión general".
El 15 de diciembre, Doris se encontraba frente a la costa siria, cerca de Beersheba, cuando detectó actividad sospechosa en un acantilad, al acercarse, la tripulación descubrió que se estaba construyendo una posición defensiva turca, y el capitán Larken dio órdenes de abrir fuego con uno de los cañones principales del barco, destruyendo el emplazamiento.
Doris se dirigió después al Golfo de Alexandretta, donde desembarcó grupos de costa para interrumpir sistemas de comunicación turcos, destruyendo líneas telegráficas y vías ferroviarias. Larken exigió al gobernador miitar de la ciudad que le furan entregadas "todas las municiones de guerra, minas y locomotoras" para ser destruidas, así como todos los súbditos británicos y aliados junto con sus pertenencias. En el caso de que sus demandas no se cumplieran, la ciudad podría ser bombardeada.
El Gobernador se comunicó con Djemal Pasha, comandante militar de la Gran Siria, quien no era un hombre que se dejara intimidar. Pasha no sólo rechazó las demandas, sino que amenazó con que, si Larken abría fuego contra Alexandretta, un prisionero británico sería fusilado por cada súbdito otomano muerto en el bombardeo.
Finalmente, las negociaciones se llevaron a cabo a través del cónsul estadounidense en Alexandretta, y los turcos aprovecharon la oportunidad para evacuar todos los almacenes y equipos militares de la ciudad, antes de que dos locomotoras de ferrocarril fueran destruidas en un gesto simbólico.
Doris continuó patrullando la costa siria hasta marzo de 1915, llevando a cabo trece operaciones de desembarco y numerosos bombardeos costeros antes de ser relevado por los franceses. El 25 de abril de 1915, Doris participó en un bombardeo costero cerca de Bulair a lo largo de la costa occidental de la península de Galípoli, como una maniobra de distracción para permitir el desembarcos de tropas en el área del Cabo Helles.

Desde marzo de 1917 hasta noviembre de 1918 estuvo destinado en India, donde sirvió como pontón. El crucero Doris fue vendido el 2 de febrero de 1919, en Bombai.